# Grand Prix Monaka 1990
Grand Prix Monaka 1990 (oficiálně XLVIII Grand Prix Automobile de Monaco) se jela na okruhu Circuit de Monaco v Monte Carlu v Monaku dne 27. května 1990. Závod byl čtvrtým v pořadí v sezóně 1990 šampionátu Formule 1.

## Předběžná kvalifikace
| Poř. | No. | Jezdec             | Konstruktér      | Čas      | Ztráta  |
| ---- | --- | ------------------ | ---------------- | -------- | ------- |
| 1    | 29  | Éric Bernard       | Lola-Lamborghini | 1:27.134 | —       |
| 2    | 30  | Aguri Suzuki       | Lola-Lamborghini | 1:27.548 | +0.414  |
| 3    | 14  | Olivier Grouillard | Osella-Ford      | 1:27.938 | +0.804  |
| 4    | 33  | Roberto Moreno     | EuroBrun-Judd    | 1:28.295 | +1.161  |
| 5    | 17  | Gabriele Tarquini  | AGS-Ford         | 1:28.677 | +1.543  |
| 6    | 18  | Yannick Dalmas     | AGS-Ford         | 1:30.511 | +3.377  |
| 7    | 34  | Claudio Langes     | EuroBrun-Judd    | 1:33.195 | +6.061  |
| 8    | 31  | Bertrand Gachot    | Coloni-Subaru    | 1:39.295 | +12.161 |
| 9    | 39  | Bruno Giacomelli   | Life             | 1:41.187 | +14.053 |

## Kvalifikace
| Poř. | No. | Jezdec             | Konstruktér       | Časy v kvalifikaci | Časy v kvalifikaci | Ztráta |
| Poř. | No. | Jezdec             | Konstruktér       | Q1                 | Q2                 | Ztráta |
| ---- | --- | ------------------ | ----------------- | ------------------ | ------------------ | ------ |
| 1    | 27  | Ayrton Senna       | McLaren-Honda     | 1:21.797           | 1:21.314           | —      |
| 2    | 1   | Alain Prost        | Ferrari           | 1:23.449           | 1:21.776           | +0.462 |
| 3    | 4   | Jean Alesi         | Tyrrell-Ford      | 1:23.372           | 1:21.801           | +0.487 |
| 4    | 6   | Riccardo Patrese   | Williams-Renault  | 1:24.179           | 1:22.026           | +0.712 |
| 5    | 28  | Gerhard Berger     | McLaren-Honda     | 1:23.001           | 1:22.682           | +1.368 |
| 6    | 5   | Thierry Boutsen    | Williams-Renault  | 1:23.936           | 1:22.691           | +1.377 |
| 7    | 2   | Nigel Mansell      | Ferrari           | 1:24.433           | 1:22.733           | +1.419 |
| 8    | 23  | Pierluigi Martini  | Minardi-Ford      | 1:24.012           | 1:23.149           | +1.835 |
| 9    | 21  | Emanuele Pirro     | Dallara-Ford      | 1:24.766           | 1:23.494           | +2.180 |
| 10   | 20  | Nelson Piquet      | Benetton-Ford     | 1:25.273           | 1:23.566           | +2.252 |
| 11   | 12  | Martin Donnelly    | Lotus-Lamborghini | 1:24.724           | 1:23.600           | +2.286 |
| 12   | 22  | Andrea de Cesaris  | Dallara-Ford      | 1:25.849           | 1:23.613           | +2.299 |
| 13   | 11  | Derek Warwick      | Lotus-Lamborghini | 1:24.070           | 1:23.656           | +2.342 |
| 14   | 8   | Stefano Modena     | Brabham-Judd      | 1:25.485           | 1:23.920           | +2.606 |
| 15   | 30  | Aguri Suzuki       | Lola-Lamborghini  | 1:27.193           | 1:24.023           | +2.709 |
| 16   | 19  | Alessandro Nannini | Benetton-Ford     | 1:25.926           | 1:24.139           | +2.825 |
| 17   | 25  | Nicola Larini      | Ligier-Ford       | 1:24.206           | 1:24.270           | +2.892 |
| 18   | 26  | Philippe Alliot    | Ligier-Ford       | 1:25.387           | 1:24.294           | +2.980 |
| 19   | 24  | Paolo Barilla      | Minardi-Ford      | 1:26.352           | 1:24.334           | +3.020 |
| 20   | 35  | Gregor Foitek      | Onyx-Ford         | 1:26.183           | 1:24.367           | +3.053 |
| 21   | 3   | Satoru Nakadžima   | Tyrrell-Ford      | 1:25.679           | 1:24.371           | +3.057 |
| 22   | 10  | Alex Caffi         | Arrows-Ford       | 1:26.520           | 1:25.000           | +3.686 |
| 23   | 16  | Ivan Capelli       | Leyton House-Judd | 1:26.969           | 1:25.020           | +3.706 |
| 24   | 29  | Éric Bernard       | Lola-Lamborghini  | 1:25.398           | 1:25.541           | +4.084 |
| 25   | 7   | David Brabham      | Brabham-Judd      | 1:28.339           | 1:25.420           | +4.106 |
| 26   | 36  | JJ Lehto           | Onyx-Ford         | 1:27.923           | 1:25.508           | +4.194 |
| 27   | 9   | Michele Alboreto   | Arrows-Ford       | 1:27.282           | 1:25.622           | +4.308 |
| 28   | 14  | Olivier Grouillard | Osella-Ford       | 1:25.785           | 1:26.781           | +4.471 |
| 29   | 15  | Maurício Gugelmin  | Leyton House-Judd | 1:26.943           | 1:26.192           | +4.878 |
| 30   | 33  | Roberto Moreno     | EuroBrun-Judd     | 1:26.604           | 1:27.265           | +5.290 |

## Závod
| Poř.   | No. | Jezdec             | Konstruktér       | Počet kol | Čas/Odstoupení | Pořadí na startu | Body |
| ------ | --- | ------------------ | ----------------- | --------- | -------------- | ---------------- | ---- |
| 1      | 27  | Ayrton Senna       | McLaren-Honda     | 78        | 1:52:46.982    | 1                | 9    |
| 2      | 4   | Jean Alesi         | Tyrrell-Ford      | 78        | + 1.087        | 3                | 6    |
| 3      | 28  | Gerhard Berger     | McLaren-Honda     | 78        | + 2.073        | 5                | 4    |
| 4      | 5   | Thierry Boutsen    | Williams-Renault  | 77        | + 1 kolo       | 6                | 3    |
| 5      | 10  | Alex Caffi         | Arrows-Ford       | 76        | + 2 kola       | 22               | 2    |
| 6      | 29  | Éric Bernard       | Lola-Lamborghini  | 76        | + 2 kola       | 24               | 1    |
| 7      | 35  | Gregor Foitek      | Onyx-Ford         | 72        | Kolize         | 20               |      |
| Ret    | 11  | Derek Warwick      | Lotus-Lamborghini | 66        | Smyk           | 13               |      |
| Ret    | 2   | Nigel Mansell      | Ferrari           | 63        | Baterie        | 7                |      |
| Ret    | 24  | Paolo Barilla      | Minardi-Ford      | 52        | Převodovka     | 19               |      |
| Ret    | 36  | JJ Lehto           | Onyx-Ford         | 52        | Převodovka     | 26               |      |
| Ret    | 26  | Philippe Alliot    | Ligier-Ford       | 47        | Převodovka     | 18               |      |
| Ret    | 6   | Riccardo Patrese   | Williams-Renault  | 41        | Rozdělovač     | 4                |      |
| Ret    | 22  | Andrea de Cesaris  | Dallara-Ford      | 38        | Motor          | 12               |      |
| Ret    | 3   | Satoru Nakadžima   | Tyrrell-Ford      | 36        | Smyk           | 21               |      |
| DSQ    | 20  | Nelson Piquet      | Benetton-Ford     | 34        | Ulitý start    | 10               |      |
| Ret    | 1   | Alain Prost        | Ferrari           | 30        | Baterie        | 2                |      |
| Ret    | 19  | Alessandro Nannini | Benetton-Ford     | 20        | Převodovka     | 16               |      |
| Ret    | 7   | David Brabham      | Brabham-Judd      | 16        | Převodovka     | 25               |      |
| Ret    | 16  | Ivan Capelli       | Leyton House-Judd | 13        | Brzdy          | 23               |      |
| Ret    | 25  | Nicola Larini      | Ligier-Ford       | 12        | Diferenciál    | 17               |      |
| Ret    | 30  | Aguri Suzuki       | Lola-Lamborghini  | 11        | Řízení         | 15               |      |
| Ret    | 23  | Pierluigi Martini  | Minardi-Ford      | 7         | Elektronika    | 8                |      |
| Ret    | 12  | Martin Donnelly    | Lotus-Lamborghini | 6         | Převodovka     | 11               |      |
| Ret    | 8   | Stefano Modena     | Brabham-Judd      | 3         | Převodovka     | 14               |      |
| Ret    | 21  | Emanuele Pirro     | Dallara-Ford      | 0         | Motor          | 9                |      |
| DNQ    | 9   | Michele Alboreto   | Arrows-Ford       |           |                |                  |      |
| DNQ    | 14  | Olivier Grouillard | Osella-Ford       |           |                |                  |      |
| DNQ    | 15  | Maurício Gugelmin  | Leyton House-Judd |           |                |                  |      |
| DNQ    | 33  | Roberto Moreno     | EuroBrun-Judd     |           |                |                  |      |
| DNPQ   | 17  | Gabriele Tarquini  | AGS-Ford          |           |                |                  |      |
| DNPQ   | 18  | Yannick Dalmas     | AGS-Ford          |           |                |                  |      |
| DNPQ   | 34  | Claudio Langes     | EuroBrun-Judd     |           |                |                  |      |
| DNPQ   | 31  | Bertrand Gachot    | Coloni-Subaru     |           |                |                  |      |
| DNPQ   | 39  | Bruno Giacomelli   | Life              |           |                |                  |      |
| Zdroj: |     |                    |                   |           |                |                  |      |

## Průběžné pořadí po závodě
Pohár jezdců
| Pořadí | Jezdec           | Body |
| ------ | ---------------- | ---- |
| 1      | Ayrton Senna     | 22   |
| 2      | Gerhard Berger   | 16   |
| 3      | Jean Alesi       | 13   |
| 4      | Alain Prost      | 12   |
| 5      | Riccardo Patrese | 9    |
| Zdroj: |                  |      |

Pohár konstruktérů
| Pořadí | Konstruktér      | Body |
| ------ | ---------------- | ---- |
| 1      | McLaren-Honda    | 38   |
| 2      | Williams-Renault | 18   |
| 3      | Ferrari          | 15   |
| 4      | Tyrrell-Ford     | 14   |
| 5      | Benetton-Ford    | 10   |
| Zdroj: |                  |      |